# Danaher
Danaher Corporation är ett amerikanskt konglomerat med säte i Washington, D.C.. Det är verksamt inom formgivning, tillverkningsindustri beträffande industrivaror, hälsovård och konsumentprodukter. 
Danaher grundades 1969 som ett real estate investment trust i Massachusetts under namnet DMG, Inc. År 1978 ombildades det till ett Floridaregistrerat företag under namnet Diversified Mortgage Investors, Inc. och senare bytte det 1984 namn till Danaher och registrerades i Delaware. Företaget har sitt namn efter Danaher Creek i Montana, dit bröderna Steven M. Rales och Mitchell Rales hade gjort en lyckad fiskeexpedition.
Danaher Corporation köpte vid mitten av 1980-talet tolv företag i syfte att bli en industriell tillverkningsgrupp, bland annat 1986 instrumentföretaget Qualitrol. Det har senare expanderat genom en rad företagsköp, till exempel tyska Leica Microsystems 2005. I juli 2015 övertog det schweiziska, ursprungligen svenska, Nobel Biocare.